# Didym
Didym (grekiska: δίδυμο, tvilling) är en blandning av metallerna neodym och praseodym, som förekommer i till exempel monazitsand. I mineralen är mängden av neodym betydligt större än av praseodym. Didymsalterna är i regel rödaktiga till färgen på grund av den stora halten neodym. Didymsalicylat, dymal, kan användas i medicinen som antiseptikum.

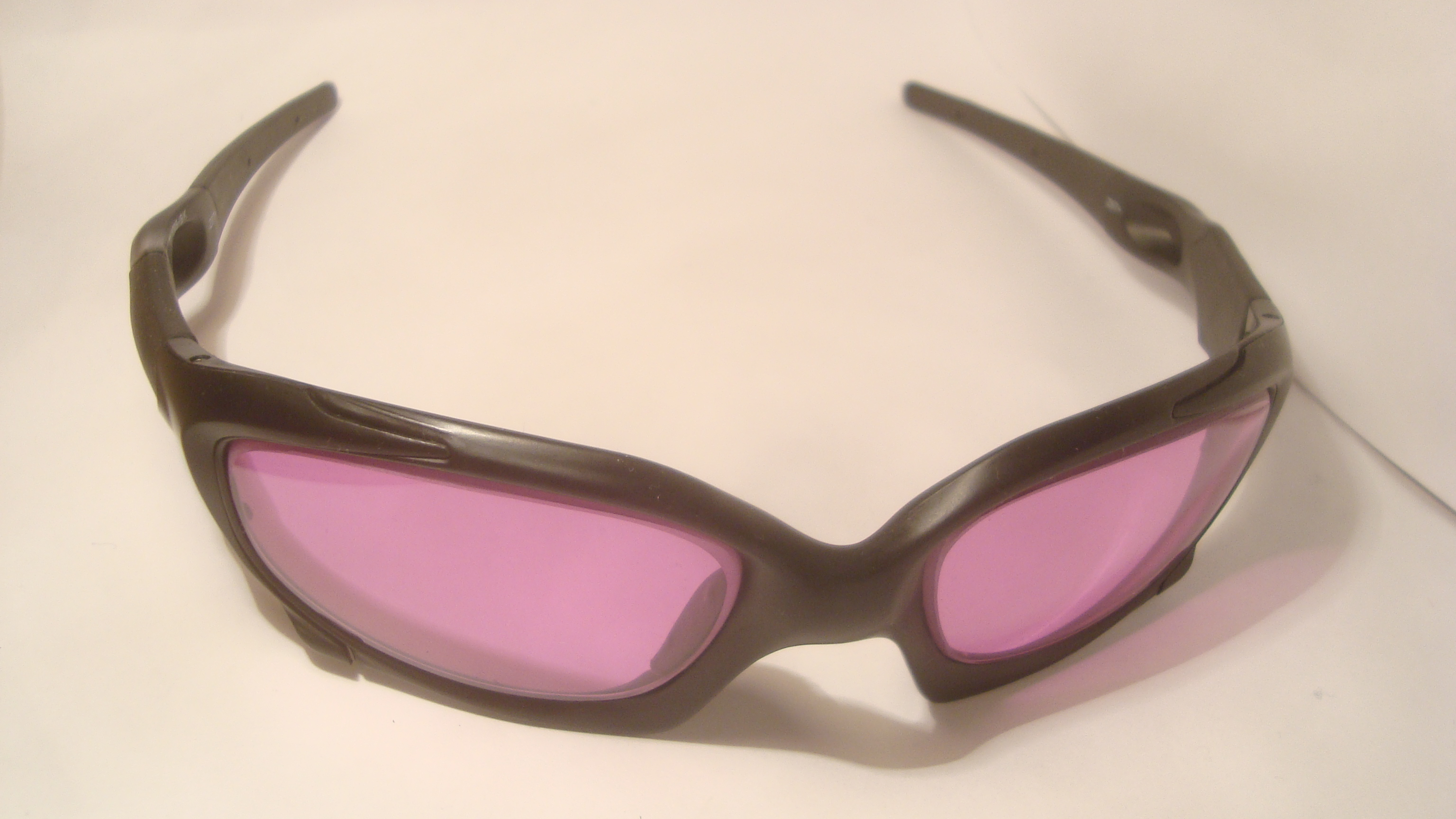
Didymglasögon

Didym används i skyddsglasögon för glasblåsning och smide, speciellt vid en gasdriven (propan) smedja, där den tillhandahåller ett filter som selektivt blockerar det gulaktiga ljuset vid våglängd 589 nm som avges av det varma natriumet i glaset utan att ha en skadlig effekt på allmän syn, till skillnad från mörka svetsglasögon. Användbarheten av didymglas för ögonskydd av detta slag upptäcktes av Sir William Crookes.
Fotografiska filter med didym används ofta för att förstärka bilder av höstlandskap genom att få löv att se mer levande ut. Den gör detta genom att ta bort en del av det orangea området i färgspektrumet och fungerar som ett optiskt bandstoppfilter. Ofiltrerad tenderar denna grupp av färger att få vissa delar av en bild att framstå som "smutsiga". Dessa fotografiska filter används också av nattlandskapsfotografer, eftersom de absorberar en del av ljusföroreningarna som orsakas av natriumgatlyktor. Didym användes också i natriumångprocessen för mattarbete på film på grund av dess förmåga att absorbera den gula färgen som produceras av dess eponyma natriumbelysning.
Didym används också i kalibreringsmaterial för spektroskopi.

## Upptäckt

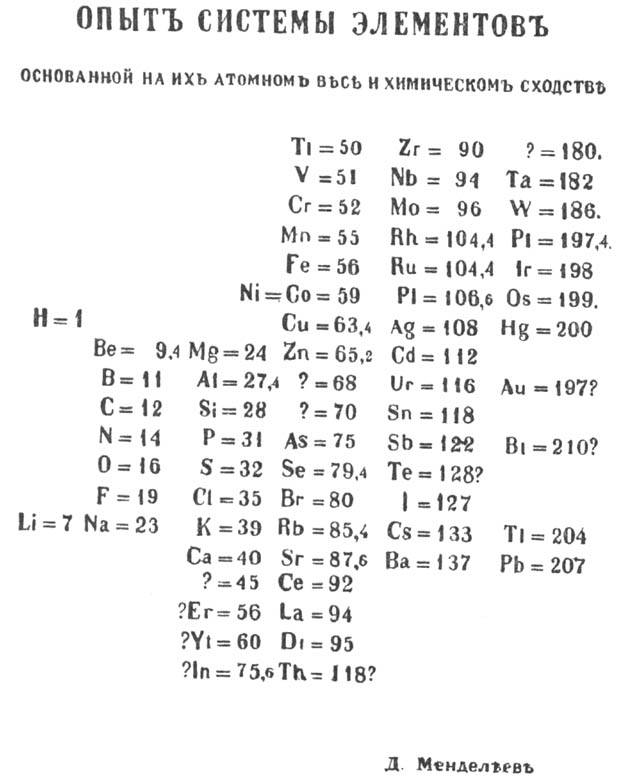
Didym ("Di = 95") i första utgåvan av Dmitri Mendeleev's periodiska system

Didym upptäcktes av Carl Gustaf Mosander år 1841. Den fick sitt namn efter det grekiska ordet δίδυμο ("tvilling") eftersom den är mycket lik lantan och cerium, med vilka det hittades. Mosander trodde felaktigt att didym var ett grundämne och att cerit, isolerad av Jöns Jakob Berzelius 1803, var en blandning av cerium, lantan och didym.[citat behövs] Cerium, lantan och didym utgjorde minst 95 procent av de sällsynta jordartsmetallerna i den ursprungliga ceriten från Bastnäs, Sverige.
I trevärd form färgades didymsalterna av ceriserosa. Under tiden som didym ansågs vara ett grundämne användes symbolen Di för det. I Dmitrij Mendelejevs första försök till ett periodiskt system återspeglar atomvikterna som tilldelats lantaniderna (inklusive didym) den ursprungliga tron att de var tvåvärda. Deras faktiska oxidationstal på 3 antyder att Mendelejev underskattade atomvikterna för dem med en tredjedel.
År 1874 drog Per Teodor Cleve slutsatsen att didym bestod av minst två grundämnen. År 1879 lyckades Lecoq de Boisbaudran för första gången isolera en samariumförening, som  isolerades från didym som fanns i nordkarolinsk samarskit. År 1885 lyckades Carl Auer von Welsbach separera salter av de två sista beståndsdelarna, praseodym och neodym. För att åstadkomma detta använde han en fraktionerad kristallisation av de dubbla ammoniumnitraterna från en lösning av salpetersyra.
Welsbach hade bestämt sig för att namnge sina två nya element "praseodidym" ("grön didym") och "neodidym" ("ny didym"), men en stavelse togs snart bort från varje namn. Trots att det förkortades i de nya elementens namn, bestod det oavkortade namnet "didym", delvis på grund av dess användning som ingrediens i glasblåsarglasögon och färgat glas. Namnet "didym" behölls också i mineralogiska texter.

## Glastillverkning
Under första världskriget användes enligt uppgift didymspeglar för att överföra morsekod över slagfält. Didym absorberar inte tillräckligt med ljus för att göra variationen i lampans ljuseffekt uppenbar, men någon med en kikare kopplad till ett prisma på rätt sätt kunde se absorptionsbanden blinka av och på.
I slutet av 1920-talet kombinerade Leo Moser (Generaldirektör för Moser glasbruk, 1916 till 1932) praseodym och neodym i förhållandet 1:1 för att skapa sitt "Heliolit"-glas ("Heliolit" på tjeckiska), som har färgskiftande egenskaper mellan gult, rödaktigt och grönt beroende på ljuskällan. Detta var ett av ett antal dekorativa glas med sällsynta jordartsmetaller, med "Heliolit" och "Alexandrit" som de två första, introducerade av Moser 1929. Leo Mosers rapport i Corning Glass Museum klargör att den första experimentella glassmältan gjordes i november 1927 av Moser som tillförde någon av de sällsynta jordartsmetallerna.
Efter ett år av vidareutveckling introducerades glasögonen för sällsynta jordartsmetaller till stor uppmärksamhet på Vårmässan 1929 i Leipzig. Namnen Alexandrit och Heliolit registrerades som varumärken i juni 1929. Det tidigare datumet 1925 som ibland anges för glas med sällsynt jordartsmetall gäller en utmärkelse för glasdesign, inte glassammansättning.

## Industriell användning
Namnet "didym" fortsatte att användas inom metallindustrin för sällsynta jordartsmetaller. I USA var kommersiella "didym"-salter det som blev kvar efter att cerium hade avlägsnats från de naturliga produkterna som erhållits från monazit, och det innehöll således lantan, såväl som Mosanders "didym". En typisk sammansättning kan ha varit 46 procent lantan, 34 procent neodym och 11 procent praseodym, med resten mestadels samarium och gadolinium, för material utvunnet från sydafrikansk "stenmonazit" från Steenkampskraalgruvan.
I malmer är neodym vanligtvis högre i relativ förekomst i monazit än i bastnäsit. Den visuella skillnaden är uppenbar i oseparerade blandningar. Monazitbaserade produkter har rosa nyanser, medan bastnäsitbaserade har bruna nyanser på grund av deras högre praseodymhalt. Den ursprungliga ceriten från Bastnäs kan ha haft en sammansättning av sällsynta jordartsmetaller som liknar monazitsand.
Den europeiska användningen låg närmare Mosanders koncept. Sådana ceriumutarmade lätta lantanidblandningar har använts i stor utsträckning för att tillverka petroleumkrackningskatalysatorer. Det faktiska förhållandet mellan neodym och praseodym varierar något beroende på källan till mineralet, men det är ofta omkring 3 till 1. Neodym är alltid närvarande i högre proportioner än praseodym och är orsak till det mesta av färgen hos didymsalter.